# Ulrikasborg
Ulrikasborg (finska: Ullanlinna) är en stadsdel i Ulrikasborgs distrikt i Helsingfors södra stadskärna. Ulrikasborg har fått sitt namn efter ett av drottning Ulrika Eleonora uppkallat  befästningsverk som 1748 påbörjades, men aldrig färdigställdes, på det som idag är Observatorieberget.
Ulrikasborg är känt för sina byggnader, huvudsakligen byggda på 1900–1930-talet i jugend- och funkisstil. Här finns shopping- och cafégatan Högbergsgatan.
Ulrikasborg största park är Observatoriebacken där det finns ett observatorium, som ritats av Carl Ludvig Engel.
I Ulrikasborg ligger Johanneskyrkan, Sankt Henriks katedral, Kirurgiska sjukhuset, Villa Johanna och Olympiaterminalen.
Ulrikasborg är den stadsdel i Helsingfors som har högst antal svensktalande invånare, 2098 stycken (2018), dock utgör de en mindre andel av befolkningen (endast 19,6 %) än i t.ex. Brunnsparken (med 35 % svensktalande) eller Byholmen, där över 80 % är svensktalande..

## Bildgalleri

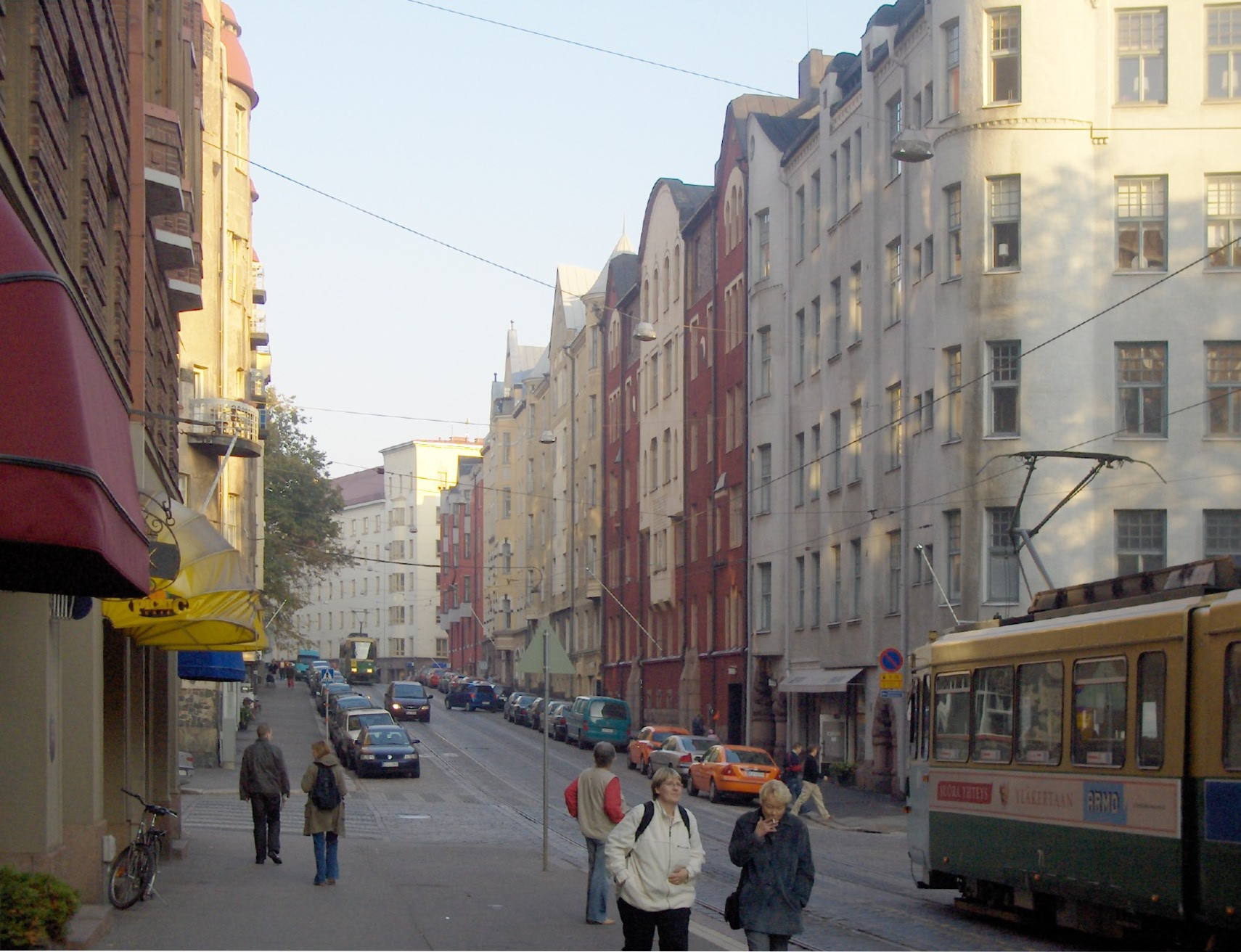
Fabriksgatan vid korsningen med Kaptensgatan
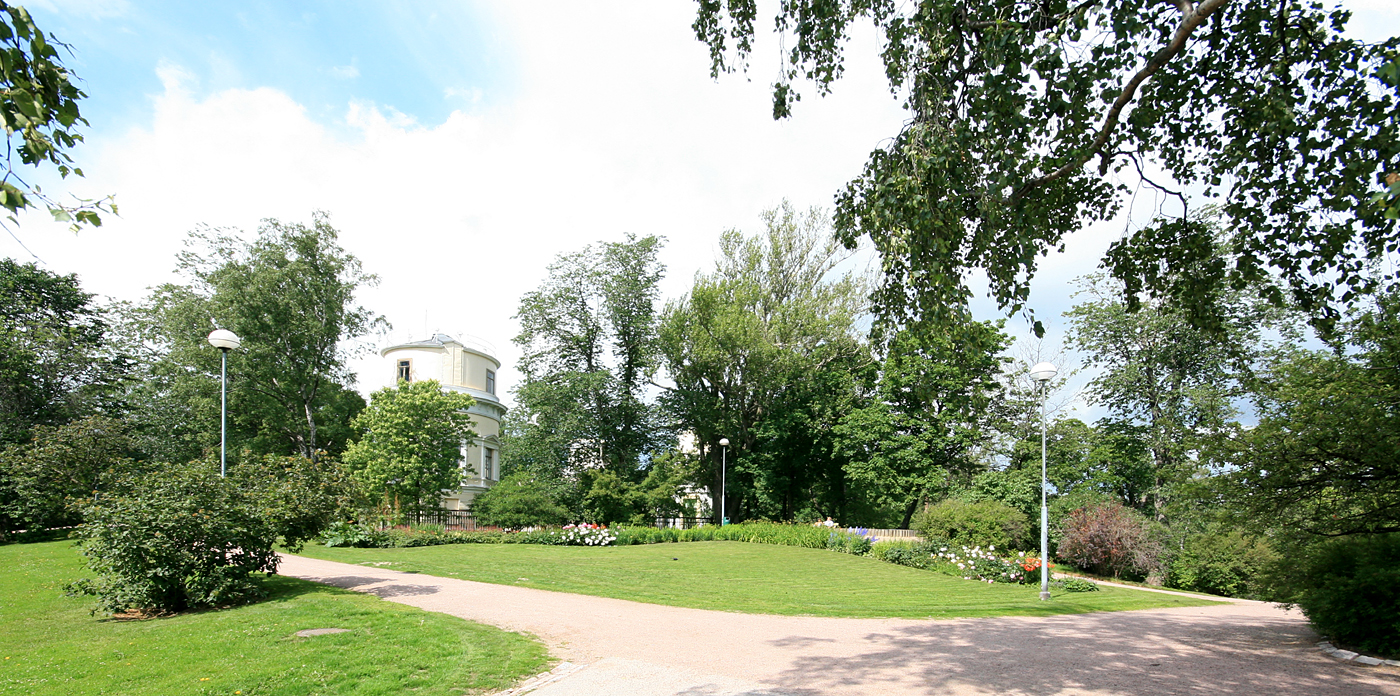
Observatoriebergets park
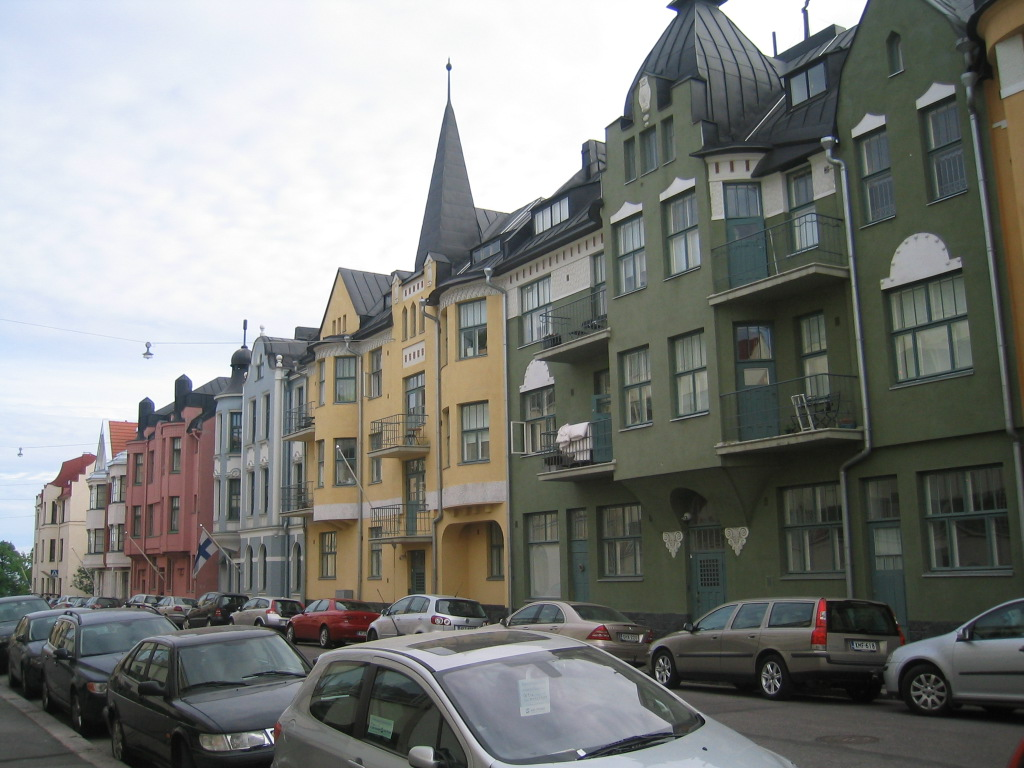
Villagatan
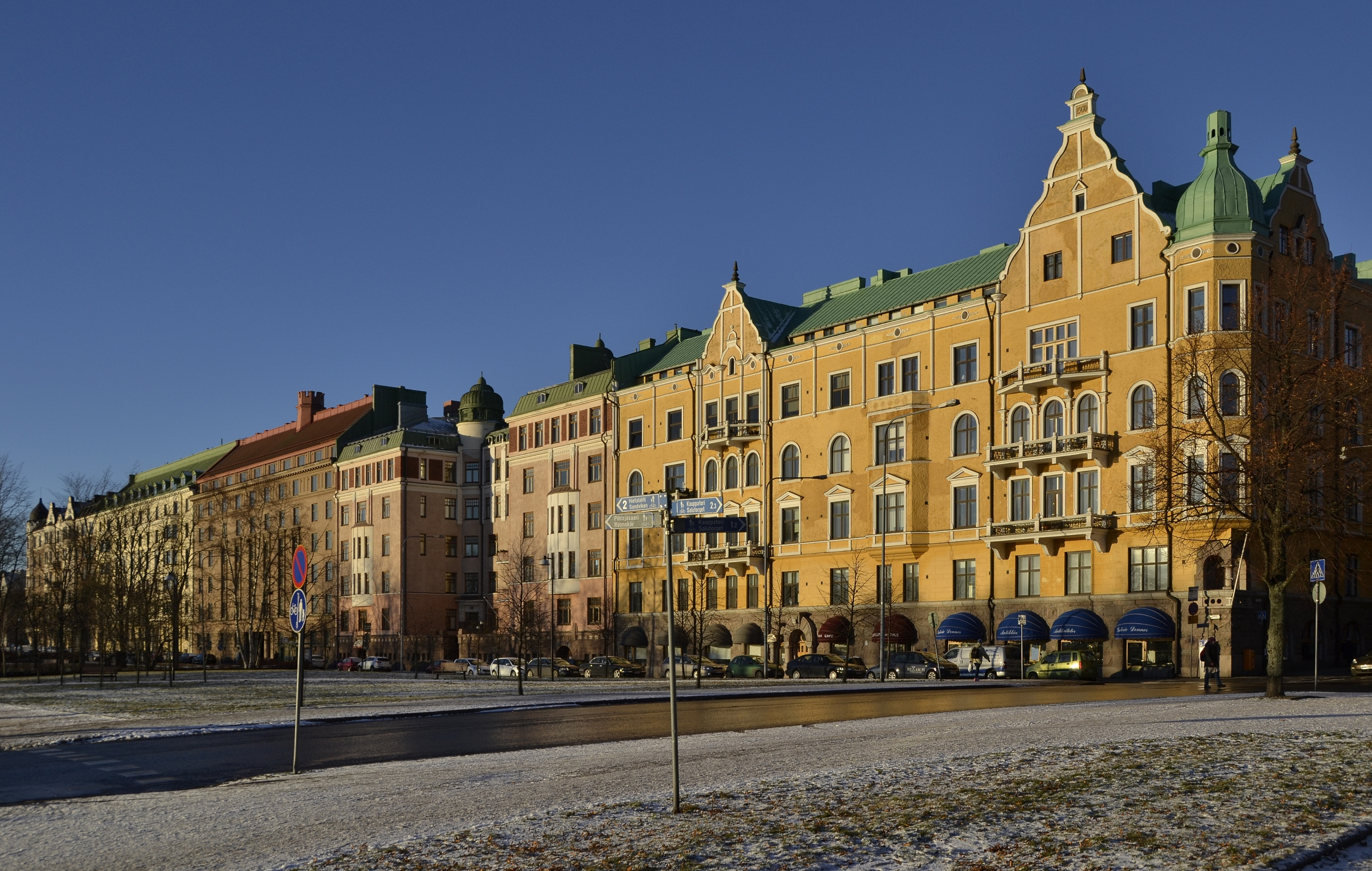
Havsgatan